# Dasylechia atrox
Dasylechia atrox is een vliegensoort uit de familie van de roofvliegen (Asilidae). De wetenschappelijke naam van de soort is voor het eerst geldig gepubliceerd in 1883 door Williston.